# Сурдоју (Валча)
Сурдоју (рум. Surdoiu) насеље је у Румунији у округу Валча у општини Перишани. Oпштина се налази на надморској висини од 577 m.

## Становништво
Према подацима из 2002. године у насељу је живело 77 становника, од којих су сви румунске националности.